# Двор Горбацевичи
Двор Горбаце́вичи (бел. Двор Гарбацэвічы) — деревня в составе Горбацевичского сельсовета Бобруйского района Могилёвской области Республики Беларусь.

## Население
- 1999 год — 7 человек
- 2010 год — 8 человек